# Pušpa Kamal Dahal
Pušpa Kamal Dahal (nepálsky पुष्पकमल दाहाल; * 11. prosince 1954 okres Káskí), známý pod pseudonymem Pračanda (प्रचण्ड, „Strašlivý“, „Nelítostný“), je nepálský politik, dlouholetý předseda Komunistické strany Nepálu – maoistů a bývalý povstalec, který v čele maoistů vedl mezi lety 1996–2006 občanskou válku proti monarchii. V letech 2008–2009, 2016–2017 a 2022–2024 byl premiérem Nepálu.

## Politická kariéra
V prvních volbách do ústavodárného shromáždění v roce 2008 legitimizovaná strana maoistů získala nejvíce hlasů a Pračanda se stal premiérem. Z úřadu odstoupil v květnu 2009 po odvolání generála, které označil prezident Rám Baran Jádav za protiústavní. Po rezignaci KP Oliho (sjednocení marxisté-leninisté) v červnu 2016 se stal v srpnu podruhé premiérem v koaliční vládě s Nepálským kongresem. Součástí dohody bylo přenechání funkce Šéru Baháduru Deubovi před volbami na konci roku 2017. Dahal dohodu dodržel a v červnu 2017 rezignoval. Volby v listopadu 2017 vyhráli Oliho sjednocení marxisté-leninisté, maoisté pod vedením Pračandy skončili třetí. Tyto dvě strany se spojily v jednu Komunistickou stranu Nepálu, které společně předsedali Oli a Dahal. Prvním premiérem se stal Oli, kterého měl v polovině volebního období vystřídat Dahal. To ale Oli v prosinci 2020 odmítl a aliance se rozpadla, což vyvolalo politickou krizi. Nejvyšší soud navíc sjednocení stran v březnu 2021 anuloval. V červenci Dahalova strana vstoupila do nové vlády v čele s Deubou.
Ve všeobecných volbách v listopadu 2022 skončili maoisté s 32 mandáty na třetím místě za Oliho sjednocenými marxisty-leninisty se 78 a Deubovým kongresem s 89. Vládní koalice přišla těsně o většinu a začala jednání s dalšími menšími stranami. Dahal nejprve odmítal spojení s Olim, jako podmínku pokračování stávající koalice ale požadoval funkci premiéra na první polovinu volebního období, na což Deuba nepřistoupil. Dahal získal podporu 169 poslanců ze sedmi různých stran, včetně sjednocených marxistů-leninistů, a prezidentka Bhandáríová jej 25. prosince 2022 jmenovala premiérem. Důvěru mu v lednu 2023 kromě členů vládních stran vyslovili také poslanci kongresu. Spojení s marxisty-leninisty vydrželo pouze dva měsíce a Dahal nakonec sestavil novou koalici s kongresem. Ta vládla do března 2024, kdy maoisté opět vytvořili kabinet s marxisty-leninisty.
Po dohodě mezi Nepálským kongresem a sjednocenými marxisty-leninisty, po které marxisté-leninisté odřekli 3. července 2024 koalici podporu, Dahal neustál 12. července hlasování o důvěře a 15. července jej v úřadu nahradil KP Oli.